# Брешианини, Марко
Марко Брешианини (итал. Marco Brescianini; род. 20 января 2000, Кальчинате, Ломбардия) — итальянский футболист, полузащитник клуба «Фрозиноне» и сборной Италии. Выступает на правах аренды за клуб «Аталанта».

## Биография
Родился 20 января 2000 года в Кальчинате. Воспитанник академии клуба «Милан», где находился с 2008 года. С 2017 года выступает за молодёжный состав «Милана». Являлся капитаном молодёжного состава. Дебют в основной команде в рамках чемпионата Италии состоялся 1 августа 2020 года в матче против «Кальяри» (3:0). Главный тренер Стефано Пиоли выпустил Брешианини на поле на 66 минуте вместо Исмаэля Беннасера.
В конце августа 2020 года Брешианини был арендован до конца сезона клубом «Виртус Энтелла» из Серии B. Впоследствии играл на правах аренды в других клубах Серии В «Монцу» и «Козенцу». Выступал за молодёжную Италии до 21 года, сыграв в команде Паоло Николато одну игру в квалификации на чемпионат Европы 2023 года.
7 июля 2023 года Брешианини присоединился к клубу «Фрозиноне», который вышел в Серию А, заключив с ним четырёхлетний контракт.
Летом 2024 года был арендован «Аталантой» на один год с правом выкупа. В первой игре за клуб в Серии А Брешианини отметился дублем в ворота «Лечче» (4:0).

## Статистика
| Клуб           | Сезон   | Лига    | Лига  | Лига | Кубок | Кубок | Еврокубки | Еврокубки |
| Клуб           | Сезон   | Лига    | Матчи | Голы | Матчи | Голы  | Матчи     | Голы      |
| -------------- | ------- | ------- | ----- | ---- | ----- | ----- | --------- | --------- |
| Милан          | 2019/20 | Серия A | 1     | 0    | 0     | 0     | —         | —         |
| Виртус Энтелла | 2020/21 | Серия B | 29    | 0    | 2     | 0     | —         | —         |
| Монца          | 2021/22 | Серия B | 5     | 0    | 1     | 0     | —         | —         |
| Козенца        | 2022/23 | Серия B | 39    | 3    | 0     | 0     | —         | —         |
| Фрозиноне      | 2023/24 | Серия A | 36    | 4    | 3     | 0     | —         | —         |
| Аталанта       | 2024/25 | Серия A | 2     | 2    | 0     | 0     | —         | —         |
| Всего          | Всего   | Всего   | 112   | 11   | 2     | 0     | 0         | 0         |